# Helictotrichon quadridentulum
Helictotrichon quadridentulum là một loài thực vật có hoa trong họ Hòa thảo. Loài này được (Döll) Renvoize mô tả khoa học đầu tiên năm 1987.